# Milutinovac
Milutinovac (en serbe cyrillique : Милутиновац) est un village de Serbie situé dans la municipalité de Kladovo, district de Bor. Au recensement de 2011, il comptait 142 habitants.

## Démographie
| 1948 | 1953 | 1961 | 1971 | 1981 | 1991 | 2002 | 2011 |
| ---- | ---- | ---- | ---- | ---- | ---- | ---- | ---- |
| 253  | 299  | 304  | 307  | 302  | 275  | 186  | 142  |

|  |